# Chersodromia neocurtipennis
Chersodromia neocurtipennis is een vliegensoort uit de familie van de Hybotidae. De wetenschappelijke naam van de soort is voor het eerst geldig gepubliceerd in 1974 door Beschovski.